# Milford on Sea
Milford on Sea (souvent orthographié Milford-on-Sea) est un grand village et une paroisse civile situé sur la côte sud de l'Angleterre, dans le comté de Hampshire. 

## Vue d'ensemble
Avec une population de 4 660 habitants (au recensement de 2011), Milford compte quelques boutiques, restaurants et pubs dans sa rue principale qui borde la place du village.
Milford on Sea est situé au bord de la baie de Poole. La localité est protégée du développement par un ceinture verte. 
De la plage, les reliefs de l'île de Wight sont clairement visibles la plupart du temps. 
Sur la côte, à l'ouest par nuit claire, on peut clairement distinguer l'agglomération de  Christchurch, Bournemouth et Poole.
Un peu plus à l'est se trouve Keyhaven, avec son chantier naval et son sanctuaire pour oiseaux. Au sud de Keyhaven, en saillie, se dresse Hurst Spit, à environ deux milles de galets, à partir duquel les habitants d'Hurst Castle veillaient sur le Solent.
Le château a été construit par Henry VIII. Avec un musée, un phare et un café, Milford joue la carte du tourisme.

## L'église deTous-les-Saints

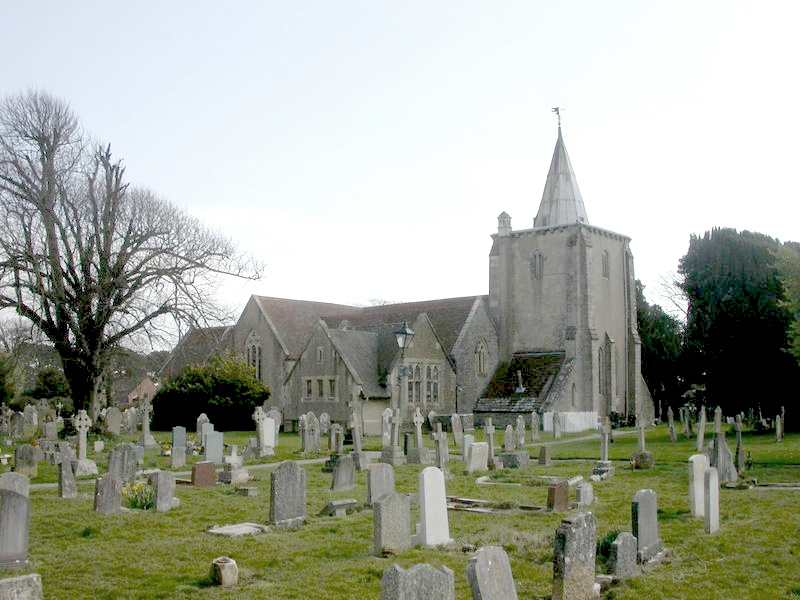
All Saints' Church, l'église de Tous-les-Saints.

Le plus ancien bâtiment de Milford est l’église qui date des XIIe et XIIIe siècles. Les premières parties de la structure datent probablement des Normands (début du XIIe siècle), provenant d'une église précédente. Une aile sud a été ajoutée vers 1170.
Au XIIIe siècle, l’église est plus que triplée en surface et amenée à son plan actuel. Ces travaux, qui se sont déroulés par étapes, ont concerné la façade et la tour nord, le chœur ainsi que les chapelles nord et sud.
La tour est surmontée d'une flèche courte, en retrait, plus tardive.